# Gante-Wevelgem 1938
La Gante-Wevelgem 1938 fue la 5.ª edición de la carrera ciclista Gante-Wevelgem y se disputó el 2 de junio de 1938 sobre una distancia de 165 km. Esta edición fue corrida íntegramente por corredores amauters. 
El belga Hubert Godart ganó en la prueba al imponerse al sprint a sus compañeros de fuga. Sus compatriotas Edmond Delathouwer y Gustave Van Cauwenberghe fueron segundo y tercero respectivamente.  

## Clasificación final
| Posición | Ciclista                 | Equipo | Tiempo    |
| -------- | ------------------------ | ------ | --------- |
| 1        | Hubert Godart            | -      | 4h 53'00" |
| 2        | Edmond Delathouwer       | -      | m.t.      |
| 3        | Gustave Van Cauwenberghe | -      | m.t.      |
| 4        | Romain Vandermeersch     | -      | a 1'15"   |
| 5        | Martin Van Den Broeck    | -      | m.t.      |
| 6        | René Van Hove            | -      | m.t.      |
| 7        | Roger Dujardin           | -      | a 1'40"   |
| 8        | Albert Van Dijck         | -      | m.t.      |
| 9        | Maurice Van Der Elst     | -      | a 4'40"   |
| 10       | Cees Heeren              | -      | a 6'30"   |